# Jonelle Allen
Jonelle Allen (New York, 18 juli 1944) is een Amerikaans actrice, zangeres en danseres.

## Biografie
Allen werd geboren in New York en groeide op in de borough Harlem.
Allen begon met acteren in off-Broadway theaters, zij maakte in 1955 haar debuut op Broadway. In 1970 begon zij met acteren voor televisie in de film Cotton Comes to Harlem. Hierna speelde zij nog meerdere rollen in films en televisieseries, zij is vooral bekend van haar rol als Grace in de televisieserie Dr. Quinn, Medicine Woman waar zij in 107 afleveringen speelde (1993-1998).
Allen was van 1981 tot en met 1992 getrouwd, van 1998 tot en met 2001 was zij opnieuw getrouwd.

## Filmografie

### Films
Uitgezonderd korte films.
- 2014 The Divorce - als Thelma Massey
- 2008 Float – als Madge
- 2003 Mr Barrington – als moeder Anne
- 2001 Flossin – als Viola
- 1999 Blues for Red – als Dora
- 1999 Dr. Quinn Medicine Woman: The Movie – als Grace
- 1998 Next Time – als Evelyn
- 1992 Grave Secrets: The Legacy of Hilltop Drive – als Madeline Garrick
- 1986 The Penalty Phase – als Susan Jansen
- 1985 The Midnight Hour – als Lucinda Cavender
- 1984 The Hotel New Hampshire – als Sabrina
- 1982 Victims – als Maydene Jariott
- 1980 Brave New World – als Fanny Crowne
- 1979 Vampire – als Brandy
- 1976 The American Woman: Portraits of Courage – als Rosa Parks
- 1976 The River Niger – als Ann Vanderguild
- 1975 Foster and Laurie – als Jacqueline Foster
- 1975 Cage Without a Key – als Tommy
- 1972 Come back, Charleston Blue – als Carol
- 1970 The Cross and the Switchblade – als bishop Deb
- 1970 Cotton Comes to Harlem – als secretaresse

### Televisieseries
Uitgezonderd eenmalige gastrollen.
- 2021-2025 Forever and a Day - als Felicia Richardson - 36 afl.
- 2016 American Crime Story - als moeder Darden - 2 afl.
- 2000-2003 ER – als Debbie Marlin – 2 afl.
- 1993-1998 Dr. Quinn, Medicine Woman – als Grace – 107 af.
- 1985 Berrenger's – als Stacey Russell – 11 afl.
- 1980-1981 Palmerstown, U.S.A. – als Bessie Freeman – 11 afl.

## TheaterwerkBroadway
- 1971-1973 Two gentleman of Verona – musical – als Silvia (nominatie Tony Award)
- 1968-1969 George M! – musical – als levend standbeeld / secretaresse
- 1957 Small War on Murray Hill – toneelstuk – als Daisy
- 1955 Finian's Rainbow – musical – als Honey Lou
- 1955 The Wisteria Trees – toneelstuk – als Little Miss Lucy

- Bibliothèque nationale de France: cb17122726t (data)
- International Standard Name Identifier: 0000 0000 4231 7760
- Library of Congress Control Number: no92006165
- MusicBrainz: dda81cf2-c074-449b-9161-e562798a92b9
- SNAC: w6058rb5
- Virtual International Authority File: 78344042
- WorldCat: E39PBJxmJCHr8kVXWTrK38B3wC